# Fettnetz

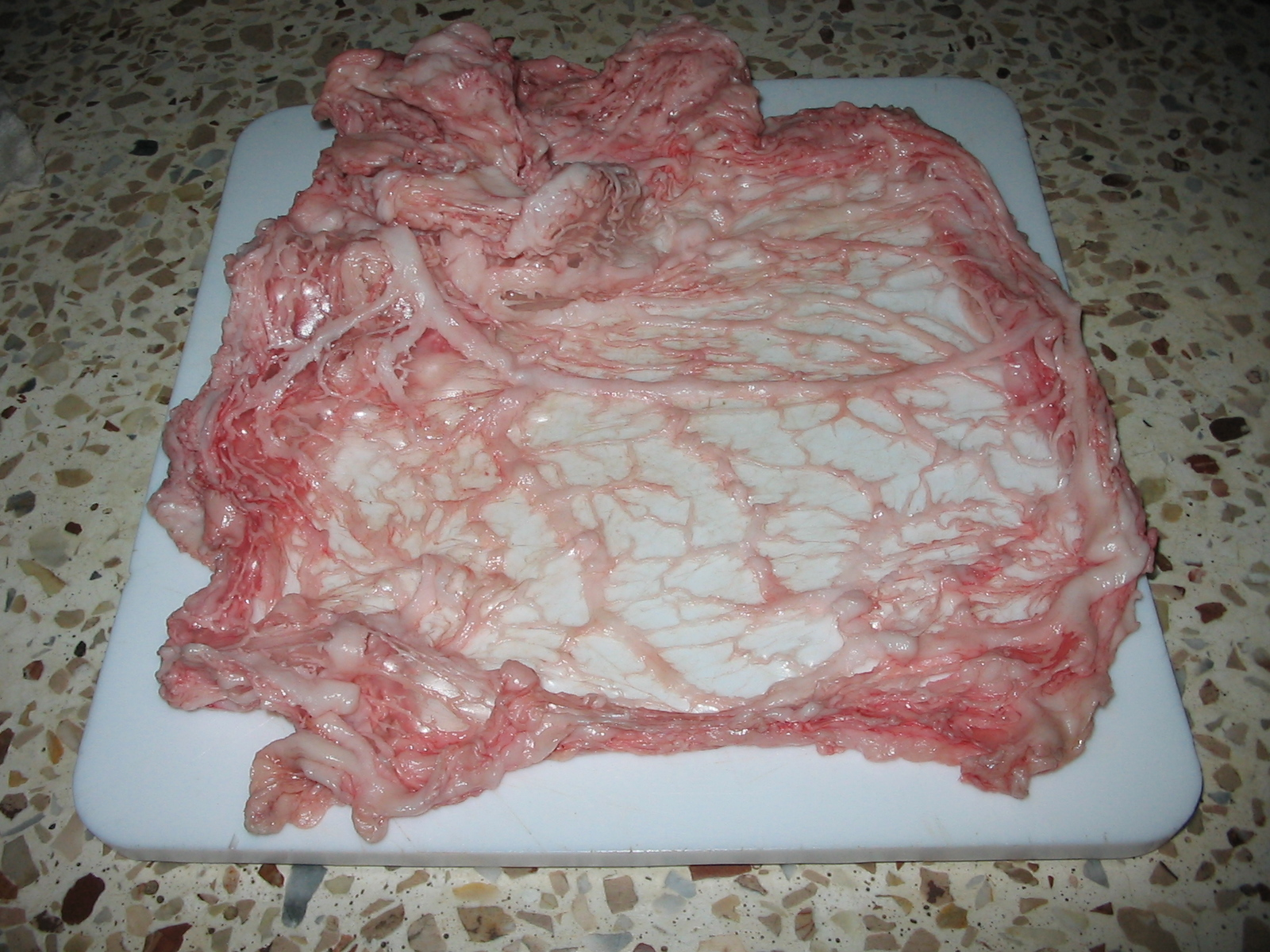
Schweinenetz

Das Fettnetz ist ein feines, netzartiges Fettgewebe (Omentum majus) aus dem Bauchfell von Tieren wie Rind, Schaf oder Schwein.  In der Küche wird besonders das Schweinenetz (oder Schweinsnetz) zum Zusammenhalten von Gerichten wie z. B. Rouladen, Hackbraten, Crépinettes oder Adrio verwendet, um sie zu Beginn des Garens vor dem Auseinanderfallen zu bewahren. Im Lauf des Garprozesses löst es sich beinahe vollständig auf. Das Fettnetz gehört nicht zum Standardsortiment von Metzgern.

## Geschichte
Fleischzubereitungen im Fettnetz können seit der Antike schriftlich nachgewiesen werden. So etwa wurden schon bei Horaz und Apicius (Kochbuch De re coquinaria) verschiedene in Fettnetz gewickelte Hackfleischspeisen erwähnt.
Ein new Kochbuch aus dem Jahr 1581 gibt an, wie beispielsweise Würst von Kapaunen im Netz zubereitet werden. Im Kunstbuch von mancherley Essen aus dem Jahr 1589 wird die Verwendung von Kälbern- oder Hammelnetz für allerlei Leberwürste u. a. beschrieben. Hammelnetze wurden auch als medizinische Bauchwickel bei Bauchgrimmen verwendet.
Die 1609 veröffentlichten Briefe des italienischen Schriftstellers Pietro Aretino (1492–1556) erwähnen „il vestire de i fegatelli“ (italienisch: Ankleiden der Leber), Fegatelli sind Leberspießchen im Fettnetz, eine toskanische Spezialität, die schon Heinrich Heine lobte.